# Ismaíl I de Granada
Ismaíl I (Granada, 1279 ‑ Granada, 6 de julio de 1325) fue el quinto soberano de la dinastía nazarí de Granada entre los años 1314 y 1325, tras destronar a su tío, el emir Nasr. Tras once años y medio de  gobierno; le sucedió su hijo Muhámmad IV.

## Biografía
Inaugura el cambio de rama familiar reinante dentro de la dinastía nazarí. El padre de Ismaíl I, el caudillo Abu Said Faray, fue uno de los hombres más poderosos e influyentes del reino, llegando a conquistar la plaza de Ceuta. Faray era sobrino de Muhammad ibn Nasr, primer emir de Granada. 
En la levantisca ciudad de Málaga, se declaró independiente en 1312 y proclamó emir a su hijo Ismaíl I, de treinta y cinco años de edad. En 1314, y tras varias batallas en los alrededores de Granada, entraron ambos en la capital nazarí, tomando posesión de la Alhambra. Designó secretario al poeta Ibn al-Yaayab, maestro epigráfico que decoró las estancias palaciegas levantadas en la Alhambra por Ismaíl I, aposentos que, en época de Yúsuf I, fueron reemplazados por el de Comares, la puerta de las Armas y una Mezquita. Acuñó moneda en oro (dinar) en la ceca de Granada. Prohibió el consumo de bebidas alcohólicas y la aparición de esclavas cantoras ante hombres en los banquetes.
Accedió al trono tras destronar, con la ayuda del general meriní Ozmín, al sultán Nasr, quien buscó el apoyo de los castellanos para recuperar el poder, teniendo que hacer frente a la sublevación en Guadix del derrocado Nasr, quienes llegaron a infligirle la derrota de Guadahortuna en 1316. El infante Pedro, hermano del difunto rey Fernando IV de Castilla y tutor de su sobrino, el rey Alfonso XI, menor de edad, efectuó diversas campañas de saqueo por tierras granadinas, pero el rey Ismaíl reaccionó y en el año 1319 solicitó ayuda a los benimerines que sin embargo impusieron duras condiciones por su ayuda, siendo rechazadas por los nazaríes. Sin la ayuda de sus antiguos aliados, Ismail armó a su ejército y en una batalla que tuvo lugar en la Vega de Granada, y conocida como el Desastre de la Vega de Granada, los infantes Pedro y Juan, tutores del rey Alfonso XI, fueron derrotados y muertos por el mismo y fatídico general Ozmín. Se inauguró entonces un periodo de treguas entre el reino de Granada y el reino de Castilla. Unos años después, el rey Ismaíl logró recuperar diversas plazas fronterizas, entre ellas Baza, Orce o Huéscar, en cuya conquista se emplearon cañones. Al año siguiente, fue saqueada la ciudad de Martos, pero al poco tiempo el rey Ismaíl I fue asesinado en la Alhambra de una puñalada en la carótida, cuando se dirigía al salón de audiencia.

## Origen

Árbol genealógico parcial de Ismaíl I. Los sultanes aparecen resaltados con un recuadro.

Emirato nazarí de Granada, con sus principales poblaciones.

Abu'l-Walid Ismail ibn Faraj era hijo de Fátima bint al-Ahmar y Abu Said Faraj ibn Ismail. La madre era hija del sultán Muhammad II (1273-1302) y hermana de los sultanes Muhammad III (1302-1309) y Nasr (1309-1314), hijos y sucesores inmediatos de Muhammad II. El padre también era miembro de la familia real: era hijo de Ismail ibn Nasr, hermano del fundador de la dinastía nazarí, Muhammad I (1238-1273). Esto hacía que Ismail estuviese vinculado a la dinastía nazarí tanto por parte de madre (era nieto de Muhammad II y bisnieto de Muhammad I) como por parte de padre (era nieto de Muhammad I). Abu Said desposó a Fátima durante el reinado del padre de esta, Muhammad II; era un consejero de confianza del sultán, además de ser su primo. El sultán lo nombró gobernador de Málaga, que era la segunda ciudad del emirato de Granada, tras la capital, Granada, el puerto principal y la vía de comunicaciones con el exterior. El padre de Abu Said, Ismail ibn Nasr, también había gobernador la ciudad hasta su fallecimiento en 1257.
El emirato era el último Estado musulmán de la península ibérica y lo había fundado Muhammad I en la década de 1230. Había logrado mantenerse independiente mediante una combinación de maniobras diplomáticas y operaciones militares, pese a estar situado a dos Estado mayores: la cristiana Corona de Castilla al norte y el musulmán sultanato benimerín al sur, en el moderno Marruecos. Granada alternó las alianzas y las guerras con estos dos vecinos y en ocasiones azuzó las guerras entre ambos para evitar  ser dominada por ellos. Los sultanes granadinos pagaban parias y juraban lealtad a los reyes de Castilla; los tributos granadinos eran un importante ingreso para la Corona castellana. Para Castilla, el emirato era un vasallo del rey, situación que no reflejan las fuentes musulmanas y los sultanes, como fue el caso de Muhammad I, a veces proclamaron su lealtad a otros señores musulmanes.

## Juventud
Ismaíl nació el 3 de marzo de 1279 (17 de shawwal de 677 AH), poco después de que se hubiese despachado a su padre Abu Said a gobernar Málaga el 11 de febrero de ese año. Posiblemente nació en la Alhambra, el palacio real granadino, porque su madre estaba en los últimos días del embarazo cuando Abú Saíd marchó a tomar posesión del gobierno del puerto mediterráneo y la autoridad nazarí en Málaga todavía no estaba afianzada tras haber sido retomada tras una larga rebelión de los Banu Ashqilula. Ismaíl y su madre se trasladaron luego a Málaga, en la que el padre sirvió tanto de eficaz gobernador y consejero de confianza primero de Muhammad II y luego de Muhammad III. Ismaíl tenía un hermanos menor, Muhammad, cuya fecha de nacimiento se desconoce. Parece que durante su juventud gozó del aprecio tanto de su padre como de su abuelo materno, el sultán Muhammad II. Los biógrafos afirman que le gustaba la caza y, en cuanto a su aspecto, que era barbitaheño.
El tío materno de Ismaíl, el sultán Nasr, perdió las simpatías de los cortesanos en los últimos años de su reinado. Ibn Jaldún, historiador ligeramente posterior a la época, afirmó que se debía a la tendencia a la violencia y la injusticia tanto del sultán como del visir, si bien historiadores modernos señalar que tal explicación es mera propaganda y que la razón del derrocamiento del sultán se desconoce. Fernández-Puertas indica que el disgusto de la nobleza con el sultán se debió a las actividades científicas del soberano, en especial su dedicación a la astronomía. Además, se sospechaba que Nasr era demasiado favorable a los cristianos debido a la educación que había recibido de su madre, cristiana, y por las buenas relaciones que mantenía con Fernando IV. Su visir, Ibn al-Hach, tampoco era bien visto, pues se consideraba que tenía demasiada influencia con el sultán. Por añadidura, tanto el sultán como el visir solían vestir al estilo castellano. Harvey opina qu también se culpó injustamente al sultán por las pérdidas granadinas en la guerra que se libró durante su reinado con el sultanato benimerín, Castilla y Aragón. Nasr frustró un primer intento de devolver el trono a su predecesor en el cargo, el destronado Muhammad III, en noviembre de 1310. Luego Abu Said Faraj se rebeló al año siguiente, exhortado por la fracción cortesana hostil al sultán, abogando por colocar en el trono a su hijo Ismaíl, que tenía mayores derechos a él merced a los antepasados maternos. Fernández-Puertas asevera que la decisión de Abu Said de alzarse contra el sultán se debió en parte al ajusticiamiento de Muhammad III por orden del sultán, que tuvo lugar tras el golpe frustrado, aunque no se sabe a ciencia cierta cuándo sucedió; otros historiadores como Vidal Castro creen que ocurrió en febrero de 1314, bastante después del comienzo del levantamiento de Abu Said.
Los rebeldes se apoderaron de Antequera, Marbella y Vélez-Málaga y avanzaron por la Vega de Granada; vencieron al ejército del sultán en un lugar llamado al-Atsha, posiblemente correspondiente a Láchar. A continuación, Abu Said sitió la capital, aunque carecía de los medios necesarios para sostener el cerco largo tiempo. Un ejército castellano al mando del hermano del rey Fernando IV (1285-1312), el infante Pedro venció a Abu Said e Ismaíl el 28 de mayo de 1312. Abu Said entabló conversaciones de paz, que se firmó el 5 de agosto; Abu Said pudo conservar el gobierno de Málaga, aunque tuvo que seguir pagando tributo al sultán.

## Advenimiento

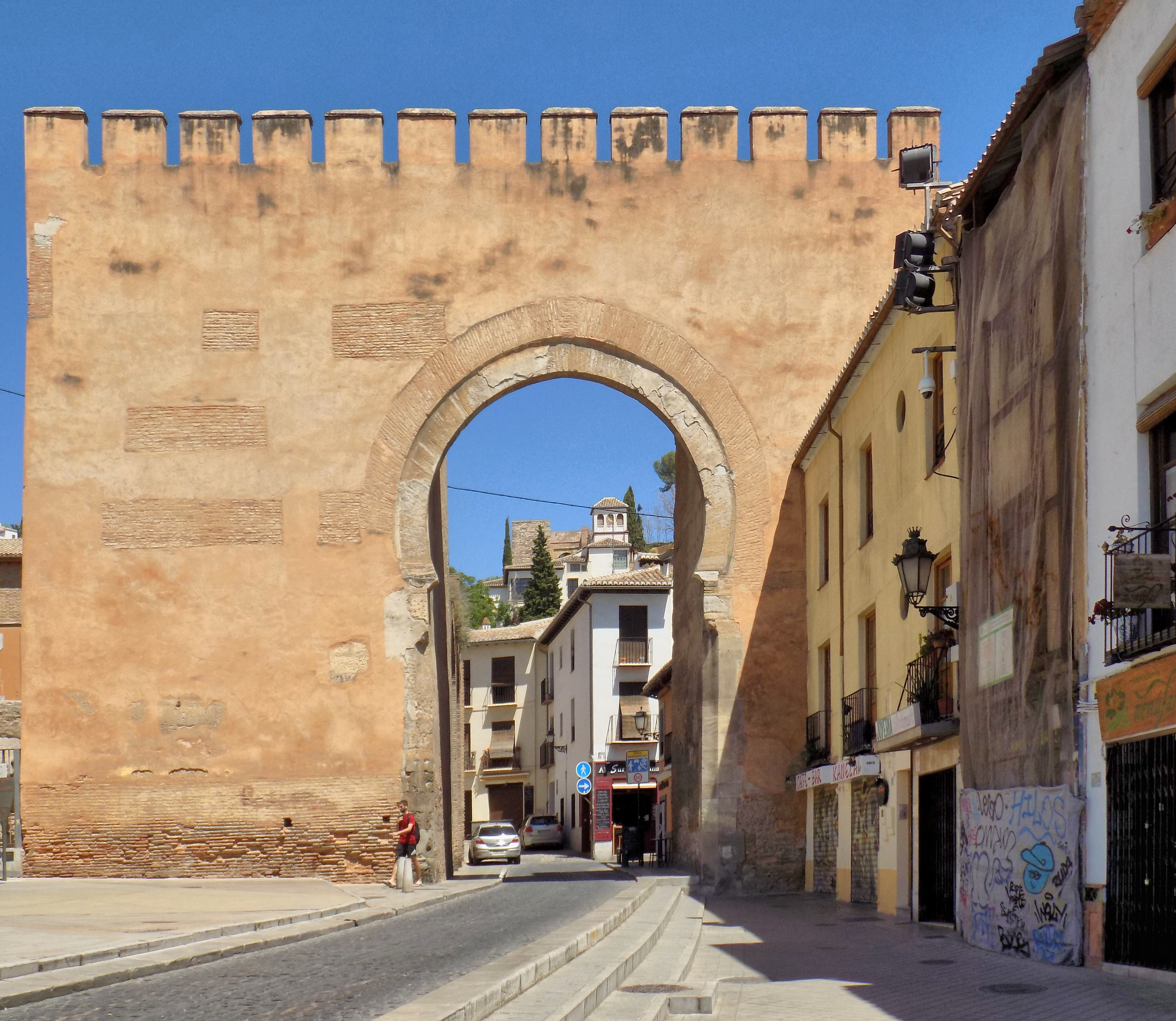
Puerta de Elvira, por la que Ismaíl I entró en 1314

Abú Saíd temía la venganza del sultán, por lo que expidió a su katib (secretario) Ibn Isa a tratar secretamente con los benimerines: se ofreció a cederles Málaga a cambio del gobierno de la ciudad norteafricana de Salé. El pueblo malagueño se enteró pese a todo de los tratos del gobernador, que consideró traidores; se alzó contra él y entregó el gobierno de la ciudad a Ismaíl. Este no detuvo a su padre, pero lo mantuvo vigilado. El pueblo apresó a Abu Said durante una salida de este fuera de la ciudad, en la que pareció estar intentando huir. Ismaíl llegó al lugar antes de que su padre sufriese daño y ordenó que se lo encerrase en el castillo de Cártama. Luego, ya durante el reinado de Ismaíl, se lo trasladó al de  Salobreña, en el que falleció en 1320.
La oposición a Nasr no había cesado, y algunos de los descontentos se refugiaron en Málaga. Ismaíl se rebeló al poco con la ayuda de su madre y de Uthman ibn Abi al-Ula, jefe de los magrebíes voluntarios de la fe acuarteladoe en la ciudad. El ejército rebelde fue creciendo según avanzaba hacia Granada y los habitantes de la capital acabaron por abrirle las puertas; Ismaíl entró en ella por la puerta de Elvira y sitió a Nasr en la Alhambra. El sultán trató de solicitar el auxilio del infante Pedro, por entonces uno de los regentes de Castilla tras el fallecimiento de Fernando IV y el advenimiento del rey Alfonso XI (1312-1350), aún menor de edad, pero el socorro castellano no llegó a tiempo de salvarlo. Ismaíl se instaló en el castillo viejo (qasba qadima) del Albaicín. Se proclamó sultán el 14 de febrero del 1314 (27 de shawwal del 713 AH). Los dos sultanes rivales acordaron que Nasr abdicaría y entregaría la Alhambra a Ismaíl. Este entró en el palacio el 16 de febrero; la ceremonia de entronización se verificó en él el 28 ed febrero (12 de dhu al-Qaida). A Nasr se le permitió partir a Guadix, ciudad situada al este del emirato cuyo gobierno se le concedió, la noche del 19.

## Reinado

### Defensa del trono

Granada y los Estados vecinos en el

Los primeros años del reinado de Ismaíl fueron de conflicto con el derrocado Nasr, que se tituló «rey de Guadix» y gobernó como señor independiente de la ciudad. Acusaba a Ismaíl de haber incumplido sus promesas de garantizar su seguridad y buscó la ayuda de sus parientes y servidores para recobrar el trono. Contó con el apoyo de los príncipes magrebíes exiliados Abd al-Haqq ibn Uthman y Hammu ibn Abd al-Haqq, que lo habían seguido en su retiro a Guadix. Ismaíl alertó a las comarcas fronterizas ante posibles ataques castellanos en favor de su rival, a quien el rey de Castilla consideraba su vasallo. También nombró a Uthman ibn al-Ula jefe del sector occidental, encargado de afrontar las eventuales ofensivas castellanas, cargo que sumó al que ya ostentaban de jefe de los «voluntarios de la fe».
El sultán cercó Guadix en mayo de 1315, pero lo abandonó tras cuarenta y cinco días. Nasr solicitó el auxilio de Castilla y Aragón: el rey Jaime II de Aragón no se comprometió a socorrerlo, pero Pedro reunió a los nobles castellano en la primavera de 1316 para emprender una campaña en Granada. Los castellanos enviaron víveres a Nasr, que estaba nuevamente cercado en Guadix, pero los granadinos de Uthman ibn Abi al-Ula, los interceptaron: las tropas del sultán y las castellanas chocaron el 8 de mayo en Guadahortuna (Wadi Fortuna) cerca de Alicún. Las fuentes musulmanas y cristianas de la época disienten sobre quién fue el vencedor de la batalla, si bien los historiadores modernos creen que lo fue el contingente castellano por el hecho de que prosiguió su avance tras la lid. En todo caso, Ismaíl hubo de cejar en el asedio y replegarse a Granada; Pedro se apoderó de varios castillos durante el mes siguiente, entre ellos los de Cambil, Alhamar y Benaxixar, e incendió las tierras de Iznalloz. Ismaíl se coligó con Yahya ibn Abi Talib, gobernador azafí de Ceuta, que batió a los castellanos en un combate naval y emprendió seguidamente el sitio de Gibraltar. Lo abandonó ante la llegada de socorros castellanos. Pedro e Ismaíl pactaron una tregua en el verano de 1316 que debía durar hasta el 31 de marzo de 1317.
Pedro volvió a invadir Granada en 1317; taló la llanura granadina en julio y se apoderó de Bélmez. Ismaíl se avino a pagar parias a Castilla a cambio de que se implantase una nueva tregua. La guerra se reanudó en la primavera de 1318, pero en septiembre se acordó una nueva tregua. Pese a ello el sultán Ismail temía un ataque inminente: Castilla y Aragón habían obtenido una bula de cruzada del papa Juan XXII en 1317, que había autorizado el uso de impuestos eclesiásticos para financiar las operaciones. En consecuencia, Ismaíl solicitó ayuda al sultán benimerín Abu Sa'id Uthman II (1310-1331), que se exigió que le entregase a Uthman ibn Abi al-Ula, quien antes había pretendido el trono benimerín. Ismaíl se negó a hacerlo. Pedro se aprestó para llevar a cabo una nueva campaña en Granada e informó al sultán que la bula papal lo obligaba a quebrar las treguas y dejar de recibir el tributo granadino, aunque Ismaíl tildó la actitud del castellano de traición a lo firmado. Para entonces el objetivo de Pedro no era ya probablemente la restauración de Nasr sino la conquista del sultanato. Invadió Granada el mayo de 1319 y tomó Tíscar el día 26 del mes. Se le unió entonces el otro regente de Castilla, el infante Juan, y juntos avanzaron hasta Granada a mediados de junio. Llegaron a los alrededores de la ciudad el 23 del mes, pero se retiraron apenas dos días después. Ese mismo día 25 de junio, las tropas de Ismaíl al mando de Uthman ibn Abi al-Ula emprendieron el contraataque: acometieron a la retaguardia castellana que mandaba el infante Juan. Pedro reaccionó marchando con nueve mil jinetes y un número mayor de peones contra los cinco mil jinetes de Ibn Abi al-Ula.
La batalla de la Vega de Granada concluyó con una aplastante victoria musulmana. Pedro cayó de la montura, bien derribado cuando guiaba a sus hombres o al cargar en solitario contra un jinete enemigo, y perdió la vida. La impresión de la noticia dejó al infante Juan incapacitado para dirigir a las tropas y falleció esa misma noche. Los lugartenientes castellanos, desanimados por la pérdida de sus jefes, ordenaron la retirada, que se verificó en desorden. Los granadinos pensaron que el enemigo se estaba reagrupando y trataron de impedirlo atacando su campamento, en el que mataron a muchos, hicieron abundantes prisioneros y copioso botín. Autores de los dos bandos consideraron la batalla un juicio de dios.

### Consolidación

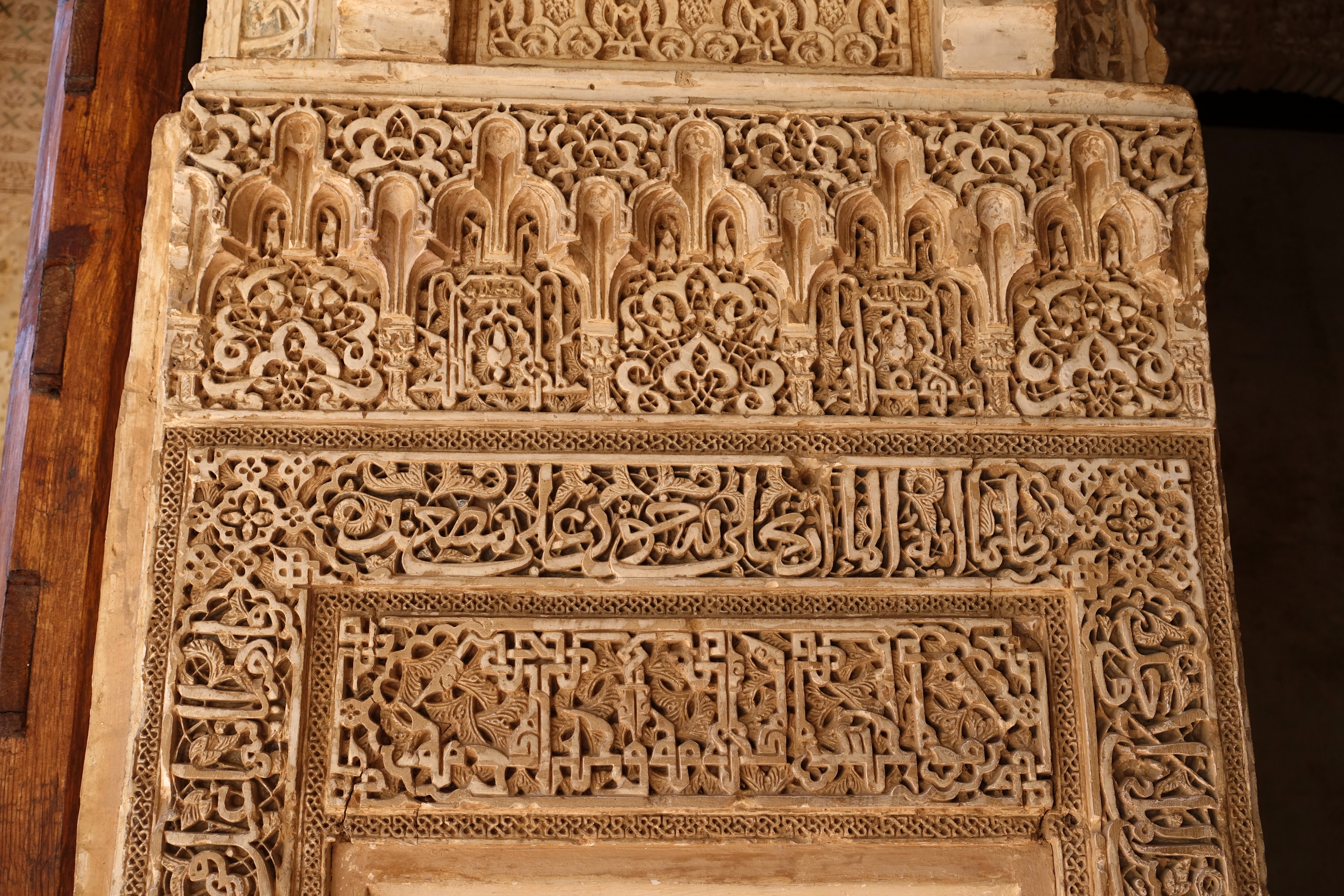
Poema en honor de Ismaíl tallado en las paredes del palacio del Generalife

La muerte de los dos regentes castellanos y la aplastante derrota de su ejército en la vega eliminó la amenaza castellana a Ismaíl. La corte de Castilla se sumió en el caos y la Hermandad General de Andalucía —confederación de poblaciones fronterizas— entabló negociaciones con Granada. Las dos partes firmaron una tregua de ocho años en Baena el 18 de junio de 1320; el acuerdo puso fin al apoyo castellano a Nasr. Todas las ciudades de la hermandad despacharon representantes para firmar el tratado con el sultán y se comprometieron a aceptar una nueva regencia en Castilla únicamente si esta respetaba la tregua. Jaime II de Aragón,, que también había recibido la autorización pontificia y fondos para la cruzada contra Granada, recriminó a la hermandad el haber firmado la tregua, pero acabó firmando su propio pacto con Ismaíl en mayo de 1321, que debía durar cinco años. Ismaíl también negoció una paz con don Juan Manuel, señor de Murcia, tierra castellana que separaba Granada de Aragón. El acuerdo con este permitía que Granada utilizase Murcia como base de operaciones contra Aragón en caso de que estallase una guerra con este y la promesa del señor castellano de no comunicar a los aragoneses los movimientos de tropas granadinos por sus tierras. Sin embargo, no hubo tal conflicto y las treguas con Aragón no solamente se respetaron, sino que se renovaron en 1326. Nasr falleció en Guadix en 1322 sin herederos, lo que permitió a Ismaíl recobrar sus tierras y reintegrarlas en el sultanato. El fallecimiento de Nasr dejó a Ismaíl como monarca de Granada y primer soberano de una nueva dinastía.
El acuerdo de Baena no impidió que otras treguas entre Granada y Castilla sí caducasen y que se reanudase el conflicto entre ambas. La flota castellana de Alonso Jofre Tenorio venció a la granadina y, según documentos cristianos, hizo mil doscientos cautivos, que fueron expedidos a Sevilla. Ismaíl, envalentonado por el fin de la amenaza que había supuesto Nasr y la falta de dirección en la corte Castellana, penetró en Castilla con el objetivo de reforzar la frontera y apoderarse de algunos castillos de la raya. Recobró Baza, plaza cercana a Guadiz, en julio de 1324. En 1324 o 1325, se adueñó de Orce, Huéscar y Galera; utilizó cañones al menos en uno de los asedios. El sultán ordenó que se reconstruyesen las defensas de las plazas conquistadas y llegó incluso a participar personalmente en las obras del foso de Huéscar. Se escribieron poemas en la Dar al-Mamlaka al-Saida (casa feliz del reino) del Generalife de la Alhambra para celebrar las hazañas bélicas de Ismaíl. La última campaña del sultán fue el cerco de Martos, que duró del 22 de junio al 6 de julio de 1325. Ismaíl perdió el control de sus tropas, que se dedicaron a pillar la ciudad y asesinar a sus habitantes. Los cronistas musulmanes condenaron severamente los desmanes.

### Introducción de la artillería en la península ibérica
Los ejércitos de Ismaíl emplearon cañones en uno de los asedios que llevaron a cabo en 1324 o 1325, lo que supuso la introducción de esta arma en la península ibérica. Loa autores discrepan sobre dónde se produjo esta innovación bélica: O'Callaghan afirma que lo fue en Galera, mientras que Vidal Castro cree que fue en Huéscar. Rachel Arié afirma que el fuego griego se empleó contra Huéscar. Harvey indica que la palabra que utiliza Ibn al-Jatib puede referirse tanto a un tipo de arma como a la otra, pero  se decanta por que se tratase de artillería porque el texto indica que el arma disparaba una bola de hierro (kurra hadidin) y producía gran estruendo, detalles que corrobora otro testigo. Parece que la artillería facilitó la rendición de la plaza, si bien parece que no volvió a usarse en el resto de la campaña. Se sabe que los granadinos usaron artillería en tiempos del hijo de Ismaíl Yusuf I, en el asedio de  Algeciras del 1342-44, casi al mismo tiempo en que se utilizó también en la batalla de Crécy (1346).

## Administración

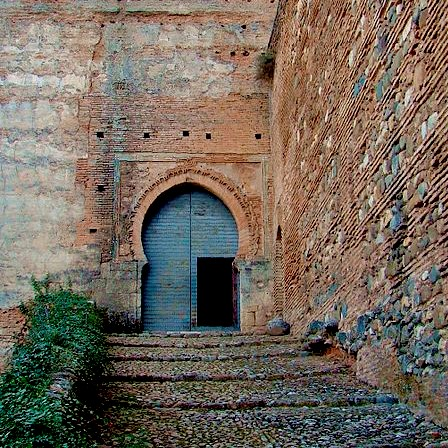
Puerta de las Armas de la Alhambra, construida durante el reinado de Ismaíl I

Ismaíl aplicó más estrictamente los preceptos de la ley islámica comparado con otros sultanes. Sus biógrafos resaltan su aplicación de la prohibición del consumo de alcohol; aumentó las penas a los que la infringían. Vetó además las actuaciones de cantantes esclavas en las reuniones de varones. Decretó que los judíos llevasen un distintivo, una disposición poco habitual entre los soberanos islámicos. Les impuso además el pago de la yizia, lo que aumentó notablemente sus ingresos.
Entre sus ministros destacaron Abu Fath al-Fihri y Abu al-Hasan ibn Masud al-Muharibi, que compartieron el cargo de visir. Ismaíl nombró secretario regio al ilustre poeta Ibn al-Yayyab, y a Muhammad ibn al-Mahruq tesoro del sultanato, con el título de wakil. Ibn al-Mahruq fue luego visir con Muhammad IV, que sucedió en el cargo a Ibn Masud, que falleció de las heridas sufridas en el atentado contra Ismaíl. Ismail nombró a Abu Nu'aym Ridwan, converso castellano-catalán, tutor del príncipe Muhammad. El tutor mantuvo su influencia sobre el joven Muhammad cuando este ascendió al trono y obtuvo el cargo de chambelán, que conservó luego con Yusuf I  y durante los primeros años de Muhammad V. La madre del sultán también influyó en la política del sultanato, pese al distanciamiento de Fátima con el padre del soberano, con el que compartía sus grandes cualidades. En lo judicial, Ismaíl nombró al juez Yahya ibn Mas'ud ibn Ali qadi al-jamaa (juez principal), que sustituyó a Abu Chafar Ahmad ibn Farkun, que había desempeñado el cargo con Muhammad III y Nasr.

## Familia
Ismaíl I tuvo al menos tres concubinas (umm walad), cuatro hijos varones y dos hembras. Su concubina favorita fue la cristiana 'Alwa, madre de su hijo y sucesor Muhammad IV), de Faraj y de las dos hijas del sultán: Fátima y Maryam. Bahar fue otra de las concubinas regias, madre de Yusuf (que sucedió en el trono granadino a su medio hermano Muhammad); la tercera concubina, Qamar, fue madre a su vez del benjamín de la familia, llamado Ismaíl, como su padre. Ismaíl se separó hacia el final de su vida de Alwa por algún acto de desobediencia que no se conoce con detalle, pero se sabe que esta sobrevivió no solo al sultán, sino incluso a su hijo Muhammad, muerto en 1333.

## Muerte
Fue asesinado el 8 de julio de 1325 (lunes 26 de rajab del 725 AH) por un pariente, Muhammad ibn Ismaíl, hijo del primo homónimo del sultán al que se conocía como sahib al-Yazira (señor de Algeciras). El historiador Ibn al-Jatib, que vivía en Granada y tenía once años cuando ocurrió el magnicidio, escribió que el sultán había reprendido antes a Muhammad alguna negligencia y que esta censura lo había dolido tanto que lo decidió a asesinarlo. Las fuentes cristianas mencionan otro motivo para el asesinato: las Crónicas de Alfonso XI indican que Muhammad ibn Ismíil había apresado en Martos a una cristiana que el sultán deseaba para sí. Muhammad se negó a entregársela y el sultán se dirigió a él de manera despectiva. Muhammad comentó el incidente a Uthman ibn Abi al-Ula, que aceptó unirse a la conjura contra el soberano. Harvey, sin embargo, no considera creíble esta versión de los hechos, que difiere además de la de otras fuentes.
El asesinato se produjo en pleno día en la Alhambra, ante altos cargos del sultanato. El asesino abrazó al sultán en mitad de una audiencia y acto seguido lo apuñaló tres veces con una daga que llevaba oculta en la manga. Una de las puñaladas hirió a Ismaíl en el cuello, justo encima de la clavícula. El sultán se desplomó y su visir acudió en su defensa, acometiendo junto a otros al atacante; unos y otros echaron mano a las espadas, pero los conspiradores lograron escapar. Sin embargo, los conjurados fueron encontrados más tarde y pasados al punto por las armas por Uthman, según Ibn Jaldún. Los cadáveres fueron expuestos en las murallas de la Alhambra, y una turba saqueó sus casas. El sultán seguía vivo gracias a que se taponó la herida más grave con un turbante; se lo trasladó al palacio de su madre, donde pereció finalmente. El visir también había sido herido de gravedad en el atentado, pero se apresuró junto a Fátima a reunir a la corte para asegurar la entronización de Muhammad, hijo del recién fallecido que contaba a la sazón diez años. El visir acabó muriendo de las heridas que le habían infligido aproximadamente un mes después. Uthman no había participado en el magnicidio y conservó su influencia en la corte de Muhammad IV.
A Ismaíl se lo enterró en el cementerio real (rauda) de la Alhambra, donde lo había sido  su abuelo Muhammad II. El último sultán granadino Muhammad XII (Boabdil), hizo desenterrar los restos de estos sultanes y volvió a enterrarlos en Mondújar, en su feudo de las Alpujarras.

## Legado

Árbol genealógico simplificado de los sultanes de Granada. El linaje que encabeza Ismaíl I se denomina al-dawla al-isma'iliyya al-nasriyya, la dinastía nazarí de Ismaíl.

Ismaíl fue un hombre culto y refinado, que amplió la Alhambra y el palacio del Generalife. También el Alcázar Genil tras su victoria del 1319, e hizo construir la puerta de las Armas de la alcazaba granadina, que luego se transformó en el palacio de Comares, parte del complejo de la Alhambra. Su uso de la artillería supuso una innovación bélica en la península ibérica, de la que Granada disfrutó en exclusiva durante cierto tiempo: se empleó en el asedio de Algeciras (1342-1344) contra los castellanos, que aún no contaban con esta arma. Castilla la obtuvo luego, y acabó haciendo un uso más eficaz de ella que el sultanato de  Granada. Los cañones eran más útiles para derribar murallas que para defenderlas y por tanto más provechosos para atacantes que para defensores de fortalezas, papel que en aquella época desempeñó más a menudo Castilla que Granada hasta la derrota final de esta en 1492.
A Ismaíl I le sucedió su hijo Muhammad IV (1315-1333), que heredó el trono con diez años. Otro de sus hijos sucedió a su vez a Muhammad IV: Yusuf I (1333-1354). El linaje de sultanes que comenzó con Ismaíl se denomina modernamente dinastía nazarí de Ismaíl(al-dawla al-isma'iliyya al-nasriyya) para diferenciarlo de la de al-Galib (al-dawla al-ghalibiyya al-nasriyya), sobrenombre de Muhammad I al-Galib bilá («victorioso por la gracia de Dios»), a la que pertenecieron los cuatro primeros sultanes granadinos. La dinastía nazarí carecía de una norma para la sucesión, pero Ismaíl fue el primero y de los pocos soberanos granadinos que pertenecía la familia real por parte de madre. El otro caso fue el de Yusuf IV, que ascendió al trono en 1432.
Los historiadores lo consideran uno de los soberanos más enérgicos y activos del Estado granadino, que reforzó frente a sus enemigos, si bien su reinado se vio truncado por su asesinato.
| Predecesor: Nasr | Sultán de Granada 1314-1325 | Sucesor: Muhámmed IV |